# GCAT
GCAT‏ (Glycine C-acetyltransferase) هوَ بروتين يُشَفر بواسطة جين GCAT في الإنسان.